# Brabants Bont (artiestenkoor)
Brabants Bont was een artiestenkoor dat in 1973 werd opgericht door Yvonne de Nijs, Leo den Hop, Jan Boezeroen, Wil de Bras en Jack de Nijs (later beter bekend als Jack Jersey). De groep ontleende zijn naam aan het motief Brabants bont dat bestaat uit rood-witte ruiten.
De groep was actief vanaf april 1973 en werd geformeerd ter ondersteuning van Veronica, waarvan het voortbestaan op dat moment onder druk stond. Ter ondersteuning werd de single Protest uitgebracht, met op de B-kant Zeg nu ja voor Veronica. De single bereikte de Tipparade maar drong niet door tot de Nederlandse Top 40.